# Dove sono i Pirenei?
Dove sono i Pirenei? è stato un rotocalco televisivo italiano andato in onda su Rai 3 per due stagioni, dal 21 marzo 1994 al 1995, nella fascia del mezzogiorno, con la conduzione affidata a Rosanna Cancellieri e Francesco Bortolini. Andava in onda dal lunedì al venerdì, dalle 12.30 alle 14, dando così la linea ai telegiornali regionali.
Il titolo è una citazione del brano La classe degli asini, di Natalino Otto.

## Il programma
Si trattava della prima trasmissione prodotta da Rai 3 per la fascia del mezzogiorno, in precedenza occupata da rubriche e programmi curati dal Dipartimento Scuola Educazione. A inaugurare il programma fu chiamata Raffaella Carrà, in collegamento dalla Spagna, che pochi anni prima aveva inaugurato le trasmissioni della Rai nella fascia dell'ora di pranzo. Prima ospite della prima puntata è stata Natalia Aspesi.
Il programma era un talk show prodotto sotto forma di rotocalco televisivo, condotto da uno dei volti più noti della testata di rete del periodo, Rosanna Cancellieri, in forza al TG3 dal 1985, affiancata da Francesco Bortolini. Cancellieri era anche autrice del format insieme a Enrico Vaime (che abbandonò la produzione dopo poco tempo), Paolo Limiti e Marco Fini.
Veniva trasmesso in diretta dagli studi RAI di Milano, i temi spaziavano dall'attualità al costume, senza tralasciare tematiche più semplici come la musica, i giochi e i sentimenti. Protagonisti di ogni puntata erano ospiti, VIP e non, che raccontavano ai conduttori le loro esperienze; il pubblico in studio aveva la possibilità di esprimere il proprio parere sui temi trattati.
Il format è andato in onda anche nella stagione televisiva 1994-1995.